# リオ・ネッレルバ
リオ・ネッレルバ（伊: Rio nell'Elba）は、イタリア共和国トスカーナ州リヴォルノ県リオにある地区。
かつては基礎自治体（コムーネ）であった（2017年のコムーネ人口は約1,100人）。2018年1月、隣接するリオ・マリーナと合併し、新自治体リオが発足した。

## 地理

### 位置・広がり
ティレニア海に浮かぶエルバ島の8つのコムーネのうち東北部に位置する。

#### 隣接コムーネ
コムーネとしてのリオ・ネッレルバは、以下のコムーネと隣接していた。
- ポルト・アッズッロ
- ポルトフェッラーイオ
- リオ・マリーナ

### 気候分類
リオ・ネッレルバにおけるイタリアの気候分類 (it) および度日は、zona C, 1236 GGである。